# Johann Leonhard Rost
Johann Leonhard Rost (14 de agosto de 1688-22 de marzo de 1727) fue un astrónomo y escritor alemán. Firmaba sus relatos de tema galante bajo el pseudónimo de Meletaon.

## Semblanza
Rost nació en Núremberg en 1688. Realizó sus estudios en la escuela de St. Sebald y en el instituto Aegidien, desde donde pasó a las universidades de Altdorf (1705-1708), Leipzig (1708-1709) y Jena (1709-1712). Matriculado en filosofía y derecho, sin embargo se dedicó con entusiasmo a la astronomía, fascinado por los trabajos de Georg Christoph Eimmart.
Tras completar sus estudios volvió a Núremberg, donde su desahogada situación económica le permitió dedicar la mayor parte de su tiempo a la escritura, su actividad principal, pero compaginada con la astronomía. En la colección Breslauer publicó una serie de observaciones meteorológicas sobre parhelios, auroras, o el granizo. También escribió acerca de la diferencia entre los calendarios gregoriano y juliano.
Obra astronómica

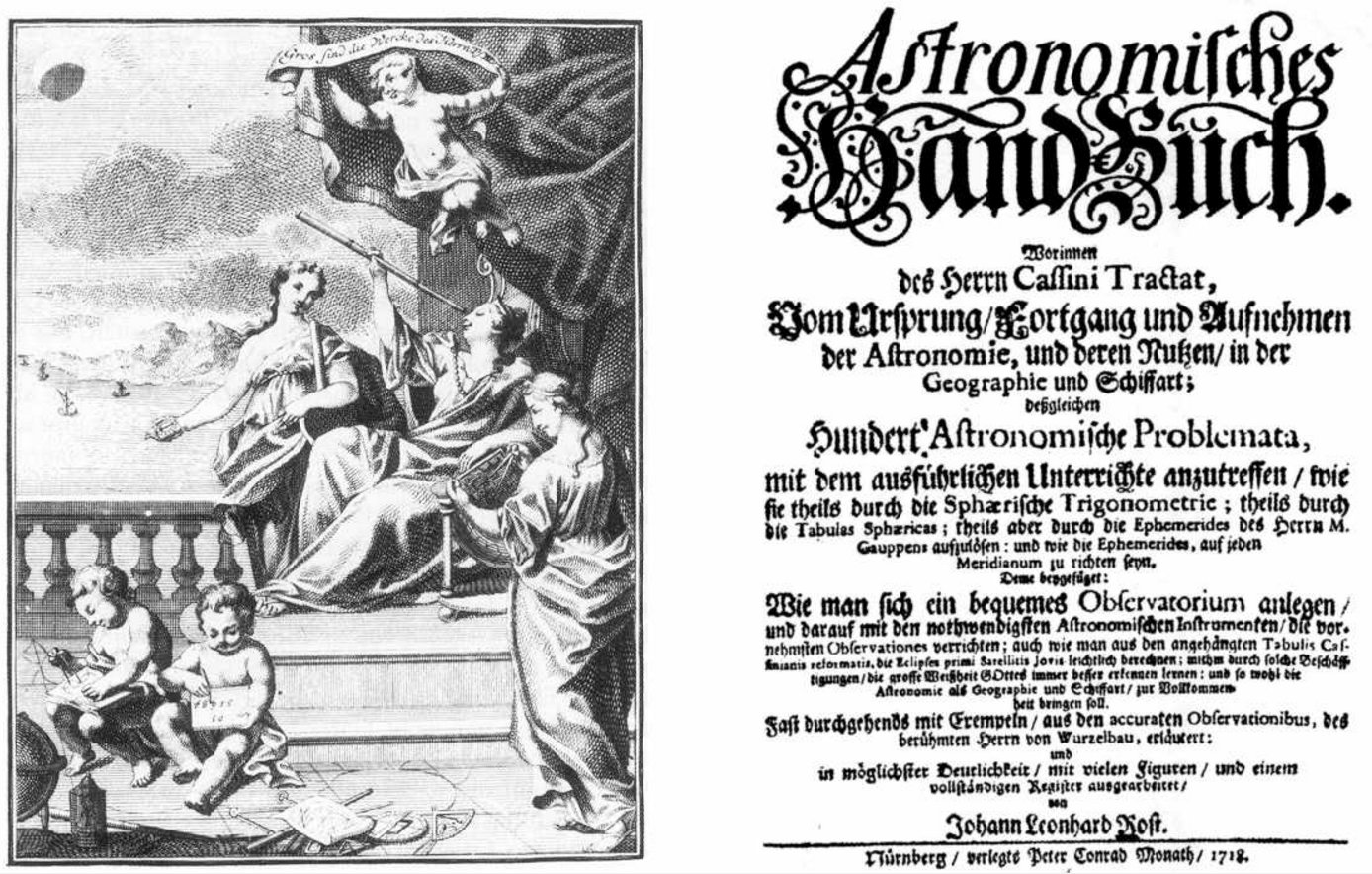
Portada del "Astronomische Handbuch" (1718)

Sus obras más importantes son sin duda sus libros de texto, entre los que destaca su "Astronomische Handbuch" (Manual de astronomía) (Núremberg 1718, con un suplemento en 1726), el primer compendio científico riguroso sobre astronomía en alemán, lo que le valió ser elegido miembro correspondiente de la Academia de Berlín. Se sabe que su atlas portátil sigue el estilo de Johannes Hevelius, utilizando los nombres de las constelaciones inventadas por este último. Obras destacadas suyas son también el "Portativus Coelestis Atlas" (Atlas Celeste de Mano) (Núremberg 1723) y "Der aufrichtige Astronomus" (El astrónomo sincero) (ibíd. 1727).
Obra literaria
Como literato, las obras que Rost firmaba como Meletaon pertenecen al campo de los romances rococó, muy populares a principios del siglo XVIII. Su importancia artística se halla en razón inversa a la popularidad que tuvieron en su época. Sus novelas son en parte versiones de obras francesas, inglesas o españolas, y en parte obras originales. Por ejemplo, su novela de 1714 Curieuse Liebesbegebenheiten es una traducción del relato del español Juan Pérez de Montalbán titulado Sucessos y Prodigios de Amor, en octo novelas exemplares (Madrid, 1624). Todas estas novelas están bajo la influencia francesa y representan un desarrollo algo mejor cuidado de la clásica novela galante heroica, mezclando enseñanzas morales con sofismas clásicos y referencias históricas o contemporáneas a las cortes reales.
El 10 de marzo se le diagnosticó una fiebre anómala y maligna, que acabó con su vida el 22 de marzo, poco antes de cumplir los 40 años de edad.
Su hermano menor, Johann Karl Rost (24 de noviembre de 1690, 29 de septiembre de 1731), médico en Núremberg, fue un activo meteorólogo. En el año 1728 publicó "Fränk. Acta erudita", conteniendo una serie de tablas lógicas.

## Novelas

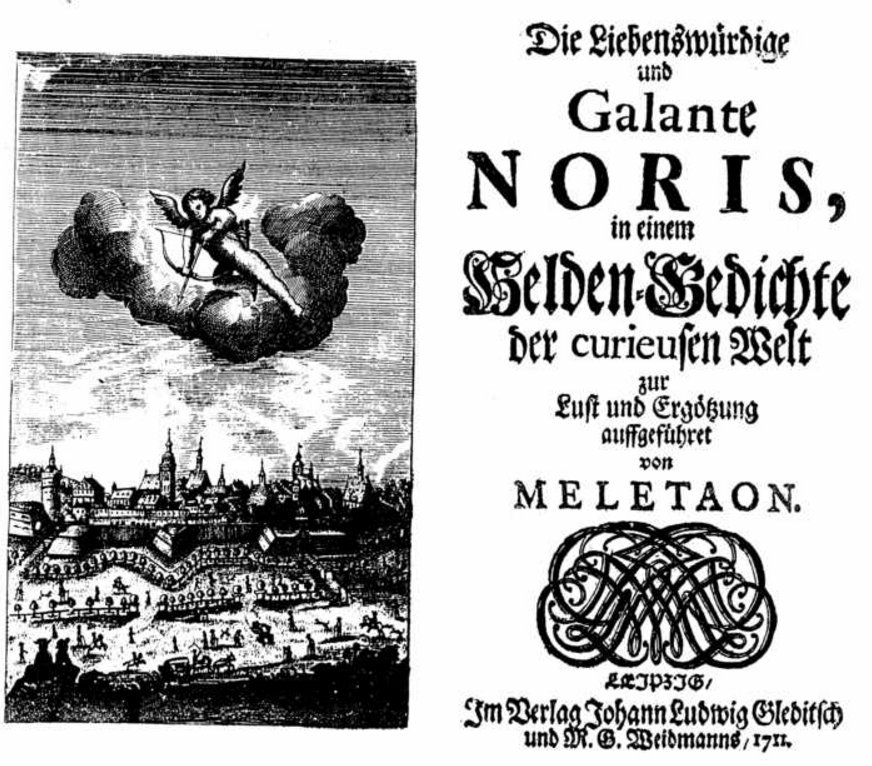
Portada de Die liebenswürdige und galante Noris, obra galante de Meletaon (1711)

- 1708 Bellandra
- 1708 Atalanta
- 1710 Helena
- 1711 Noris
- 1711 Verliebter Eremit (El ermitaño amoroso)
- 1711 Prinzessin Normanna (La Princesa Normanna)
- 1711 Schau-Platz
- 1712 Tamestris
- 1713 Teutsches Briefe-Cabinet
- 1713 Nutzbarkeit des Tantzens
- 1713 Nordischer Hof
- 1714 Curieuse Liebesbegebenheiten Redaktion (Acontecimientos de amor curioso)
- 1714 Hermiontes
- 1715 Schöne Holländerin (La bella holandesa)
- 1715 Venda
- 1715 Successions-Krieg (Las Guerras de Sucesión)

## Eponimia
- El cráter lunar Rost lleva este nombre en su memoria.[3]
- El asteroide (1440) Rostia también conmemora su nombre.[4]